# 小行星2691
小行星2691（2691 Sersic）是一颗围绕太阳公转的小行星。1974年5月18日，菲利克斯·阿吉拉爾天文台在圣胡安省发现了此天体。
該小行星以阿根廷天文學家荷西·路易斯·塞爾西克命名。
这颗小行星的绝对星等为276.76674等。